# Glyphotes simus
Genre
Espèce
Statut de conservation UICN

 DD  : Données insuffisantes
Glyphotes simus est une espèce de rongeurs de la famille des Sciuridés. Elle est l'unique espèce du genre Glyphotes. 

## Répartition et habitat
Elle est endémique des états de Sabah et Sarawak en Malaisie. Elle vit dans les forêts de montagne entre 1 000 et 1 700 m d'altitude.